# هنري الرابع (إمبراطور روماني مقدس)
هاينريش الرابع (11 من نوفمبر 1050م – 7 من أغسطس 1106م) كان ملك الرومان (يُشار إليه أيضًا باسم ملك الألمان) منذ عام 1056م والإمبراطور الروماني المقدس منذ عام 1084م حتى تم إجباره على التنازل في عام 1105م، وكما أنه الإمبراطور الثالث من سلالة ساليان، وواحدًا من أقوى الشخصيات وأهمها في القرن الحادي عشر. وقد تميّزت فترة حكمه بوجود نزاع في التنصيب مع الباباوية، إلى جانب والعديد من الحروب الأهلية مع المطالبين بالحصول على عرشه في إيطاليا وألمانيا.

## السيرة الذاتية
هاينريش هو الابن الرابع لـ هاينريش الثالث، إمبراطور الروماني امقدس وزوجته الثانية أغنيس من بواتو ابنة غيوم الخامس، دوق آكيتاين، ولد ونشأ في غوسلار (بألمانيا)، تقلد الحكم بعد وفاة والده وهو في السادسة من عمره، فتولت والدته أغنيس المتدينة الوصاية عليه، ومع أنه كان موهوباً وذكياً منذ صغره رغم ذلك كان متهوراً ومتسرعاً في اتخاذ القرارات، فتعرض لمؤامرات عديدة من قبل كبار الأمراء بـ ساكسونيا وبافاريا بتحريض من الأساقفة ورجال الدين قضى عليها جميعاً سنة 1075.
وحينما اعتلى الكاردينال هلدبراند كرسي البابوية في روما سنة 1073 تحت مسمى غريغوري السابع حصل خلاف بينهم حول بعض المسائل الإصلاحية، فأصدر البابا قراراً ضد التقليد العلماني الذي إشار فيه، وأنه ليس له حق في تعيين رجال الدين، هاينريش الرابع أزعج من قرار البابا كثيراً، الأمر الذي أدى إلى فتح باب النزاع بين البابوية والامبراطورية، واتسعت الهوة بين الرجلين حينما تدخل الملك بتعيين بعض الأساقفة لشغل الوظائف الشاغرة في بعض الأسقفيات شمالي إيطاليا، وبذلك وجه البابا رسالة شديدة اللهجة إلى هاينريش الرابع في أواخر عام 1075م، وهدده فيها بالحرمان وخلعه من منصب الإمبراطورية إذا لم يقم بالتوبة والخضوع، فرد الملك من جانبه بعقد مجمع لأساقفة إيطاليين المعارضين للبابا اتخذوا فيه قراراً ببطلان انتخاب البابا غريغوري السابع، وطالبوه بترك الكرسي البابوي، وقام البابا بدعوة الأمراء الألمان الموالين له إلى خلع طاعة الإمبراطور، وبذلك أصبحت البلاد مسرحاً للفوضى وأعمال الشغب، ولم يكن أمام الإمبراطور إلا أن يتجنب محاكمة العامة في ألمانيا، فسافر إلى إيطاليا معلناً توبته في ديسمبر عام 1076، ووصل إلى قلعة كانوسا في توسكانا، وظل واقفاً أمامها مدة ثلاثة أيام حتى قابل البابا بوضع مهين، وحصل منه على الغفران عام 1077م، ولكن البابا غريغوري السابع سرعان ما لبث أن أصدر قرار الحرمان الثاني ضد هاينريش الرابع عام 1080م؛ لإقدامه على قتل دوق شوابيا. ورداً على ذلك اجتمع الأساقفة المؤيدون لـ هاينريش الرابع عام 1080م، وقرروا هذه المرّة عزل البابا غريغوري السابع بالقوة. ولكن غريغوري لم يقر بذلك، فنشبت حرب أهلية رجحت فيها كفة هاينريش، ودخل على أثرها إلى مدينة روما، والذي خرج منها البابا مسرعاً، ودعا إلى عقد مجمع في برسانون (بإيطاليا) في يونيو عام 1080م، وقُرر فيه انتخاب جيبرت رئيس أساقفة رافينا تحت مسمى كليمنت الثالث (1080-1100) بدلاً من البابا غوريغوري السابع، مكث هاينريش الرابع مع قواته في إيطاليا لمدة ثلاث سنوات منذ عام 1081 حتى عام 1084م، تم فيها تتويجه امبراطوراً في كنيسة القديس بطرس. بالوقت الذي استقر غريغوري السابع في سالرنو حيث وافته المنية هُناك عام 1085م؛ قام خلفاء غريغوري في البابوية باختلاف مع الإمبراطور محرضين أبنائه عليه كونراد (1093) وهاينريش الخامس فيما بعد (1104) بدعوة أنه الحاكم الشرير الذي ينقض عهداً قطعه لرعاياه وبذلك ينبغي أن يُخلع، وهكذا ظل النزاع قائماً بين البابوية والامبراطورية إلى أن انتهى بسجن هاينريش الرابع وإجباره على التنازل عن حكم لابنه هاينريش الخامس عام 1105م، وفرض عليه الإقامة الإجبارية في لييج إلى أن لقي حتفه في العام نفسه.

## إرثه
أدت صراعات هاينريش مع رعاياه وابنيه الاثنين وزوجاته والباباوات إلى نشوء أدب جدلي غني خلال حياته؛ إذ وُصِف هاينريش من قبل كل من مؤيديه ومعارضيه ضمن عملين من أوائل العصور الوسطى هما: «الانتهاكات الإثني عشر» و«أغنية الحرب الساكسونية»، احتوى عمل «الانتهاكات الإثني عشر» على جدل يدول حول الملكية الشرعية، إذ عارض إيزيدور الإشبيلي الحكم بطغيان، وبذلك توجه الأدب الجدلي نحو تقديم قائمة بخصائص الحكام الجيدين أو الأشرار عند تصويره هاينريش، على سبيل المثال، في عام 1080 من القرن الماضي، أشاد عمل «أغنية الحرب الساكسونية» بهاينرييش باعتباره ملكًا لا يعلى عليه في الصلاح؛ فقد دافع عن الأرامل والفقراء وأصدر قوانين تتعامل مع الساكسونيين الخارجين على القانون، وصفه كتاب حياة الإمبراطور هاينريش الرابع وهي سيرة ذاتية مجهولة اكتملت في الأعوام الأولى من 1110- 1120، بأنه ملك قوي مولع بالحرب وظف مسؤولين متعلمين وكان يستمتع بالحديث حول الموضوعات الروحية والفنون المتحررة، على النقيض من ذلك، ادعى لامبرت هرسفيلد إن هاينريش قد ورث مملكة يعمها السلام لكنه جعلها قذرة وخسيسة وملطخة بالدماء وفريسة للصراعات الداخلية، وأكد لامبرت أيضًا أن هاينريش دمر وسلب الكنائس وجعل الأحرار عبيدًا.
تحدثت الشائعات عن لا أخلاقية هاينريش وسمعته السيئة لعدة قرون، كان الساكسونيون أول من اتهموه بالفجور وطالبوه بإبعاد سرب الخليلات اللاتي ينام معهن، انتشرت الكتابات الجدلية في ألمانيا بعد 1085، إذ اتهمت تلك الكتابات هاينريش بسفاح القربى وحب الغلمان، وزعمت أيضًا أنه أنجب أطفالًا غير شرعيين. أدرج إيزيدور الإشبيلي الممارسات الجنسية غير الأخلاقية بين شمائل الطغاة، وبذلك زودت مزاعم سوء السلوك الجنسي المزعوم لهاينريش معارضيه بسلاح جدلي مفيد، وهذا ما أكّده روبنسون.
لم يكن هاينريش قائدًا عسكريًا ناجحًا، لأنه لم يتجنب المعارك الضارية، على عكس معظم القادة العسكريين في القرن الحادي عشر. يٌعتَقَد بأنه تبنى هذه الاستراتيجية عالية الخطورة لأنه كان يحشد قواته من التجار والفلاحين الذين كان يعتبرهم قابلين للاستهلاك والتغيير، لكنه مع ذلك، خسر معظم معاركه الكبرى، والانتصار الوحيد الذي حققه في هامبورغ نسبه معاصروه إلى رودولف راينفيلدن. من ناحية أخرى، ساهمت قدرة هاينريش على التكيف وانفتاحه على التسوية وتفضيله لأساليب المماطلة في نجاته من معظم أزمات عهده.
أصبحت توبة هاينريش في «السير نحو كانوسا» مصطلح واستعارة قوية. كان رجال الدين الكاثوليك أول من تبناه، معتبرين أنه رمز لانتصار الكرسي الرسولي على ملك غير أخلاقي، وبالنسبة للقوميين الألمان البروتستانت في القرن التاسع عشر كان المصطلح يرمز إلى إذلال ألمانيا من قبل بابا متعجرف، أعلن أوتو فون بسمارك بفخر أمام الرايخستاغ ما يلي: «لا تقلقوا، لن نسير إلى كانوسا، لا جسديًا ولا روحيًا!» خلال حملته ضد الكاثوليكية السياسية في 14 مايو عام 1872، اعتمد المؤرخون منهجًا أكثر تعقيدّا إذ أكدوا أن التكفير عن الذنب والمصالحة كانا جزءًا لا يتجزأ من الحياة في العصور الوسطى، لذلك كان الحرمان الكنسي للملك الممسوح أكثر إزعاجًا لمعاصري هاينريش من إذلاله في كانوسا. خلُص شوتز إلى أن هاينريش تلاعب بالبابا بذكاء ليعفو عنه في النهاية، ولكن البابا غريغوري السابع خفض منزلته من نائب المسيح إلى مجرد شخص عادي.
لم تضع وفاة هاينريش نهاية للجدل حول التنصيب مهد كل من المحامي الفرنسي المشهور من شارتر الأسقف إيفو وتلميذه هيو من فلوري، الطريق للتوصل إلى حل وسط خلال حياة هاينريش متبنين وجهة نظر قديمة أدانها رجال الدين الإصلاحيين، بوضع فارق بين الممتلكات العلمانية وخصائص الأسقفية والأديرة (المؤقتات) والتفويض الكنسي والسلطات المقدسة للأساقفة ورؤساء الأديرة (الروحانيات). في عام 1122، أدرج كل من هاينريش الخامس والبابا كاليستوس الثاني تمييزًا مشابهًا في اتفاقية فورمس، حيث تخلى الإمبراطور عن الحق في تعيين الأساقفة وموظفيهم في مكاتبهم الكنسية مقابل الحق في استثمار ممتلكاتهم العلمانية باستخدام السلطة الملكية. ظل حق الملوك الألمان في الحصول على ثروات الأساقفة المتوفين -وهو أمر وضعه هاينريش- مصدرًا مهمًا للأموال، خاصةً خلال عهدي فريدرش بربروسا وهاينريش السادس في النصف الثاني من القرن الثاني عشر.

## وصلات خارجية
- الأمبراطور الروماني هنري الرابع على موقع الموسوعة البريطانية (الإنجليزية)